# Шэ (язык)
Шэ (кит. упр. 畲语, пиньинь shēyŭ; самоназвание — [hɔ22 ne42], язык горных людей) — один из языков одноимённого народа, относящийся к семье мяо-яо. Шэ — моносиллабический язык с большим количеством сложных слов, характеризующийся изолирующим строем, что является типичным для этой языковой семьи. Распространён на юго-востоке провинции Гуандун (южный Китай). Представлен двумя взаимопонимаемыми диалектами — лофу (восточный шэ), на котором говорят в уездах Боло и Цзэнчэн и ляньхуа (западный шэ), на котором говорят в уездах Хайфэн и Хуэйдун.

## Социолингвистические сведения
Общее число носителей (родной язык) в 2002 году составило 1200 носителей. Язык не является вымирающим, а даже наоборот число говорящих возрастает.
Например, по переписи 1999 года на языке шэ говорило 911 носителей, а в 2002 уже стало 1200.
Используется во всех сферах, но преимущественно взрослыми. Дети в основном говорят по-китайски. Отношение носителей к языку — безразличное. Как второй или первый язык используют такие идиомы китайского как минь, хакка или путунхуа. Язык шэ — бесписьменный, среди носителей распространено владение письменным китайским.

## Классификация
Положение языка шэ — дискуссионно: различные авторы сближают его с хмонгской ветвью, с мьенской или рассматривают как отдельную ветвь внутри семьи. В Китае традиционно рассматривается как язык близкий к хакка.

## Фонология
Вокализм шэ представлен 6 простыми (ротовыми) монофтонгами:
|                | передние | средние | задние |
| верхние        | i        |         | u      |
| средне-верхние | e        |         | ɤ      |
| средне-нижние  |          |         | ɔ      |
| нижние         |          | a       |        |

и 7 дифтонгами — ei, ai, ɔi, ui, iu, eu, au.
Консонатизм шэ представлен 33 основными фонемами:
|             |                         | Губно-губные | Губно-губные | Губно-зубные | Альвеолярные | Альвеолярные | Велярные   | Велярные | Велярные | Глоттальные | Глоттальные |
| твёрдые     | мягкие                  | твёрдые      | мягкие       | Губно-зубные | твёрдые      | мягкие       | огублённые | твёрдые  | мягкие   |             |             |
| Взрывные    | Глухие непридыхательные | p            | pʲ           |              | t            | tʲ           | k          | kʲ       | kʷ       |             |             |
| Взрывные    | Глухие придыхательные   | pʰ           | pʰʲ          |              | tʰ           | tʰʲ          | kʰ         | kʰʲ      | kʰʷ      |             |             |
| Аффрикаты   | Глухие непридыхательные |              |              |              | ts           | tsʲ          |            |          |          |             |             |
| Аффрикаты   | Глухие придыхательные   |              |              |              | tsʰ          | tsʰʲ         |            |          |          |             |             |
| Фрикативные | Звонкие                 |              |              | v            | z            | zʲ           |            |          |          |             |             |
| Фрикативные | Глухие                  |              |              | f            | s            | sʲ           |            |          |          | h           | hʲ          |
| Носовые     | Звонкие                 | m            | mʲ           |              | n            | nʲ           | ŋ          | ŋʲ       |          |             |             |
| Носовые     | Глухие                  |              |              |              |              |              | ŋ̊          |          |          |             |             |

Структура слога — CV и CVC. Состав как инициалей так и финалей значительно упрощён по отношению к прамяояосскому языку. В качестве инициали может выступать любой согласный, а в роли финали — любой гласный, а также сочетания -aŋ, -ɔŋ, -uŋ, -it, -et, -at, -ut, -ak, -ɔk, -uk. Т.о. в шэ существует 33 инициали и 28 финалей. Конечные согласные -t и -p встречаются только в заимствованиях из хакка.
В языке шэ 8 тонов — 2 регистровых и 6 контурных, номера и мелодические кривые которых представлены ниже в таблице:
| Номер тона          | 1  | 2  | 3  | 4  | 5  | 6  | 7  | 8  |
| Мелодическая кривая | 22 | 53 | 33 | 42 | 31 | 35 | 21 | 54 |

## Синтаксис
Порядок слов SVO (подлежащее — сказуемое — дополнение), определение предшествует определяемому.